# Tsepi

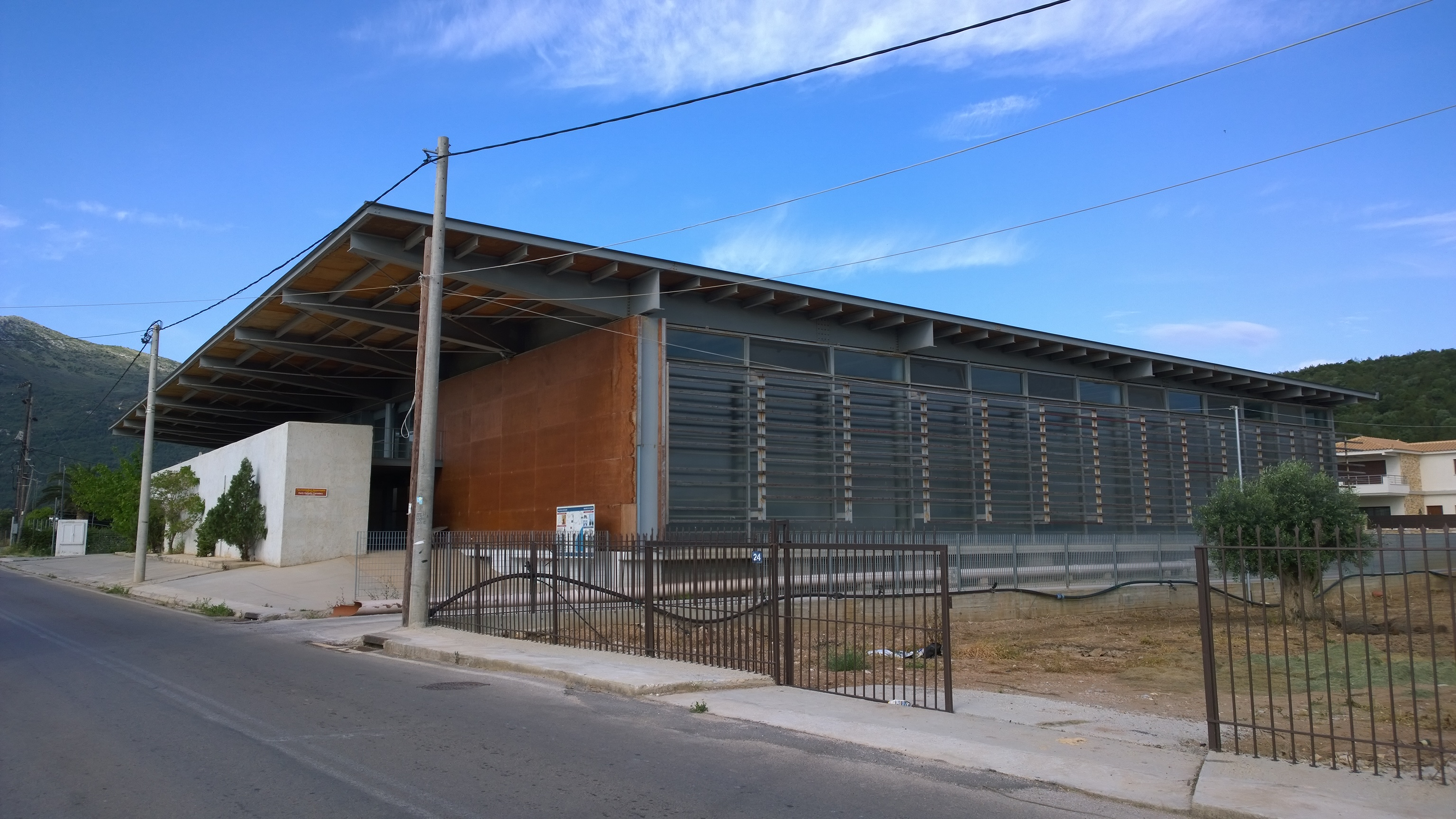
Schutzdach über dem Friedhof von Tsepi

Tsepi (griechisch Τσέπι) ist eine archäologische Stätte in der Ebene von Marathon in Griechenland. Sie liegt am südwestlich Fuß des Berges Kotroni etwa 2,5 km südlich der Stadt Marathon. Hier fand man einen prähistorischen Friedhof. Der Name stammt vermutlich aus dem Albanischen oder Arvanitischen und bedeutet Schnabel, was sich auf die Form des Hügels beziehen könnte.

## Erforschung
Im November 1969 stieß man beim Graben eines Brunnens in einer Tiefe von einem Meter auf eine Schieferplatte und darunter auf menschliche Knochen und zwei Tongefäße. Dieses Grab erhielt später die Bezeichnung Grab T1. Von 1970 bis 1973 entdeckte der griechische Archäologe Spyridon Marinatos 28 prähistorische Gräber (T1–T27 und T5a), von denen er jedoch nur fünf umfassend erforschte (T4, T5a, T14, T15 und T27). Er wurde durch den Anthropologen Emil Breitinger unterstützt. Durch Marinatos plötzlichen Tod im Jahre 1974 blieben die Funde größtenteils unveröffentlicht. 1977 errichtete man ein erstes Schutzdach über der Grabungsstätte. Maria Pantelidou-Gofas wurde 1997 von der Archäologischen Gesellschaft Athen mit der Veröffentlichung der Grabungsergebnisse beauftragt, und ab 1999 führte sie die Grabung weiter. Sie legte 40 weitere Gräber (T28–T37, T40–T50 und T52–T70) frei von denen sie etwa die Hälfte näher untersuchte. Sie fand außerdem drei Gruben (T38, T39 und T51). In den Jahren 2003 und 2004 entdeckte man bei dem Bau eines neuen Schutzdaches zwei weitere Gräber (T71–T72).

## Geschichte
Erste Gräber wurden im Spätneolithikum ab etwa 3500 v. Chr. im ehemaligen Bett des Skorpio-Flusses (griechisch Σκόρπιο Ποτάμι = wandernder Fluss) errichtet. Der Fluss hatte wie so oft seinen Lauf verändert und eine Ansammlung an rundgeschliffenen Steinen und Erde hinterlassen. Der weiche Untergrund eignete sich hervorragend zum Anlegen der Gräber, und die Steine konnte zum Bau dieser verwendet werden. Die ersten Gräber wurden als Steinkistengräber angelegt. Hierbei wurden die Seitenwände aus aufrechtstehenden Schieferplatten, die man am gegenüberliegenden Berg Agriliki abbaute, errichtet. Die Gräber wurden über Jahrhunderte für Begräbnisse verwendet. Mit dem Beginn des Frühhelladikums (FH I) um 3100 v. Chr. legte man jedoch nur noch Kammergräber an. Auch die alten Steinkistengräber wurden in Kammergräber umgewandelt. Um 2500 v. Chr. in der frühen Phase von FH II endete die Nutzung des Friedhofs. Die zugehörige Siedlung konnte bisher noch nicht gefunden werden. Ioannis Travlos vermutete, dass diese 400 m südlich des Friedhofs lag, da man hier 1979 bei Suchgrabungen Reste einer frühhelladischen Siedlung fand.